# Seidži Kurata
Seidži Kurata (倉田精二, Kurata Seiji, 1945, Čúó-ku, prefektura Tokio – 27. února 2020) byl japonský fotograf.

## Životopis
Kurata se narodil v Čúó-ku, Tokio, v roce 1945. Vystudoval Tokijskou národní univerzitu výtvarných umění a hudby v roce 1968.  Učil na střední škole a maloval olejovýi barvami, věnoval se grafické práci a experimentálnímu filmu. 
Studoval fotografické řemeslo u Daidó Morijamiho na nezávislé fotografické dílně v roce 1976.
Kurata získal v roce 1980 pátou cenu Ihei Kimury za svou první knihu Flash Up. Při fotografování černobílých fotografií používal blesk a fotoaparát středního formátu, což vedlo k detailním portrétům ze světa bósózoku , gangsteři, pravičáci, striptérky, transvestiti, a tak dále: podobně jako Martin Parr nebo Gerry Badger měl Kurata „neomylný instinkt pro snímky, které naznačují příběhy“. Série Photo Cabaret a 80's Family pokračovaly stejným směrem. Toto japonské Kuratovo dílo vyšlo později v antologii Japan.
Kurata v roce 1992 získal Cenu Japonské fotografické společnosti (PSJ). Dlouhý pobyt v Mongolsku v roce 1994 vedl ke knize Toransu Ajia a pokračovala v barevném provedení v sérii Dai-Ajia.
V roce 1999 získal za knížku Japan Kulturní ocenění za fotografické dílo vydavatelství Kodanša (講談社出版文化賞).
Tisky Kuratových fotografií jsou ve stálých sbírkách Mezinárodního centra fotografie v New Yorku, Brooklynského muzea a Tokijského metropolitního muzea fotografie. 
Seidži Kurata zemřel 27. února 2020. Bylo mu asi 75 let.

## Samostatné výstavy
- ストリートフォトランダム東京 Street Photo Random Tokyo 1975–79. Nikon Salon, Tokio a Osaka, 1979.[7]
- フォトキャバレー Photo Cabaret. Doi Photo Plaza, Shibuya, Tokio, 1983.[7]
- ストリートフォトランダム東京II Street Photo Random Tokyo 2. Nikon Salon, Tokio, 1986.[7]
- 大亜細亜 Great Asia. Minolta Photo Space, Shinjuku, Tokio, 1990.[7]
- Quest for Eros I. Mole, Tokio, 1993.[7]
- トランスアジア Trans Asia. Nikon Salon, Tokio; Visual Arts School, Osaka, 1995.[7]
- Tokyo: Theatrical Megalopolis. O. K. Harris Gallery, New York, 1995.[7]
- トランスマーケット＝東京神田青果市場をゆく Trans Market: Tokyo Kanda vegetable and fruit market. Nikon Salon, Tokio a Osaka, 1996.[7]
- ジャパン70年代から90年代へ Japonsko od 70. do 90. let. Kodak Photo Salon, Tokio, 1999.[7]
- Quest for Eros II. Galleria Prova, Tokio, 1999.[7]
- 都市の造景. Epsite, Tokio, 2008.[7]
- アンコール・都市の造景 B&W篇 (Angkor / městská krajina černobíle). Gallery Punctum, Tokio, 2009.[7]
- Trans Asia, again! Place M, Tokio, 2013.[7]

## Kuratovy publikace
Za titulem v japonském písmu je název psaný kurzívou, který je uveden na samotné knize nebo v ní; název, který není napsán kurzívou, je pouhý glosář původního názvu.
- Flash Up: Street Photo Random Tokyo 1975–1979. Tokio: Byakuya Shobō, 1980.  Černobílé fotografie. Obsahuje jednu esej v angličtině, ale některé texty pouze v japonštině; titulky pouze v japonštině.
- Foto Kyabarē (フォト・キャバレー) / Photo Cabaret. Tokio: Byakuya Shobō, 1982. ISBN 978-4-938256-39-5. Černobílé fotografie Japonska. Text pouze v japonštině.
- Dai-Ajia (大亜細亜, Great Asia). Tokio: IBC, 1990. ISBN 4-87198-807-4.
- 80's  Family: Street Photo Random Japan. Tokio: JICC Shuppankyoku, 1991. ISBN 4-7966-0079-5. Černobílé a barevné fotografie Japonska. Text pouze v japonštině.
- Toransu-Ajia (トランスアジア, Trans-Asia). Tokio: Óta Šuppan, 1995. ISBN 4-87233-218-0.
- Japan (ジャパン) / Japan. Tokio: Šinchóša, Photo Musée, 1998. ISBN 4-10-602433-0. Titulky jsou v angličtině.
- Kuesuto fō Erosu (クエスト・フォー・エロス) / Quest for Eros. Tokio: Shinchōsha, 1998. ISBN 4-10-430201-5.
- Trans Asia, again! Tokio: Place M, 2013. ISBN 978-4-905360-08-7. Zin vydaný u příležitosti výstavy v Place M.
- Flash Up. Tokio: Zen Foto Gallery, 2013.
- Toši no zókei (都市の造景). Kamakura: Super Labo, 2015. ISBN 978-4-905052-86-9.[n 2]